# Gran Premi del Brasil del 2019
El Gran Premi del Brasil de Fórmula 1, la vintena cursa de la Temporada 2019 es disputa al circuit d'Interlagos en els dias 15 a 17 de novembre de 2019.

## Qualificació
La qualificació es va celebrar el dia 16 de novembre.
| Pos                  | No | Pilot              | Constructor           | Part 1    | Part 2   | Part 3   | Sortida |
| -------------------- | -- | ------------------ | --------------------- | --------- | -------- | -------- | ------- |
| 1                    | 33 | Max Verstappen     | Red Bull-Honda        | 1:08.242  | 1:07.503 | 1:07.508 | 1       |
| 2                    | 5  | Sebastian Vettel   | Ferrari               | 1:08.556  | 1:08.050 | 1:07.631 | 2       |
| 3                    | 44 | Lewis Hamilton     | Mercedes              | 1:08.614  | 1:08.088 | 1:07.699 | 3       |
| 4                    | 16 | Charles Leclerc    | Ferrari               | 1:08.496  | 1:07.888 | 1:07.728 | 141     |
| 5                    | 77 | Valtteri Bottas    | Mercedes              | 1:08.545  | 1:08.232 | 1:07.874 | 4       |
| 6                    | 23 | Alexander Albon    | Red Bull-Honda        | 1:08.503  | 1:08.117 | 1:07.935 | 5       |
| 7                    | 10 | Pierre Gasly       | Toro Rosso-Honda      | 1:08.909  | 1:08.770 | 1:08.837 | 6       |
| 8                    | 8  | Romain Grosjean    | Haas-Ferrari          | 1:09.197  | 1:08.705 | 1:08.854 | 7       |
| 9                    | 7  | Kimi Räikkönen     | Alfa Romeo-Ferrari    | 1:09.276  | 1:08.858 | 1:08.984 | 8       |
| 10                   | 20 | Kevin Magnussen    | Haas-Ferrari          | 1:08.875  | 1:08.803 | 1:09.037 | 9       |
| 11                   | 4  | Lando Norris       | McLaren-Renault       | 1:08.891  | 1:08.868 |          | 10      |
| 12                   | 3  | Daniel Ricciardo   | Renault               | 1:09.086  | 1:08.903 |          | 11      |
| 13                   | 99 | Antonio Giovinazzi | Alfa Romeo-Ferrari    | 1:09.175  | 1:08.919 |          | 12      |
| 14                   | 27 | Nico Hülkenberg    | Renault               | 1:09.050  | 1:08.921 |          | 13      |
| 15                   | 11 | Sergio Pérez       | Racing Point-Mercedes | 1:35.808  | 1:09.035 |          | 15      |
| 16                   | 26 | Daniïl Kviat       | Toro Rosso-Honda      | 1:09.320  |          |          | 16      |
| 17                   | 18 | Lance Stroll       | Racing Point-Mercedes | 1:09.536  |          |          | 17      |
| 18                   | 63 | George Russell     | Williams-Mercedes     | 1:10.126  |          |          | 18      |
| 19                   | 88 | Robert Kubica      | Williams-Mercedes     | 1:10.614  |          |          | 19      |
| 107% Temps: 1:13.018 |    |                    |                       |           |          |          |         |
| 20                   | 55 | Carlos Sainz Jr.   | McLaren-Renault       | Sin Temps |          |          | 20      |
| Font:                |    |                    |                       |           |          |          |         |

Notes
- ^1 Charles Leclerc fou penalizat amb 10 posicions en la graella per canviar el motor.

## Resultats de la cursa
La cursa es va celebrar el dia 17 de novembre.
| Pos                                                                | No | Pilot              | Constructor           | Voltes | Temps / Retirada | Pos.Sortida | Punts |
| ------------------------------------------------------------------ | -- | ------------------ | --------------------- | ------ | ---------------- | ----------- | ----- |
| 1                                                                  | 33 | Max Verstappen     | Red Bull-Honda        | 71     | 1:33:14.678      | 1           | 25    |
| 2                                                                  | 10 | Pierre Gasly       | Toro Rosso-Honda      | 71     | +6.077           | 6           | 18    |
| 3                                                                  | 55 | Carlos Sainz Jr.   | McLaren-Renault       | 71     | +8.896           | 20          | 15    |
| 4                                                                  | 7  | Kimi Räikkönen     | Alfa Romeo-Ferrari    | 71     | +9.452           | 8           | 12    |
| 5                                                                  | 99 | Antonio Giovinazzi | Alfa Romeo-Ferrari    | 71     | +10.201          | 12          | 10    |
| 6                                                                  | 3  | Daniel Ricciardo   | Renault               | 71     | +10.541          | 11          | 8     |
| 7                                                                  | 44 | Lewis Hamilton     | Mercedes              | 71     | +11.1391         | 3           | 6     |
| 8                                                                  | 4  | Lando Norris       | McLaren-Renault       | 71     | +11.204          | 10          | 4     |
| 9                                                                  | 11 | Sergio Pérez       | Racing Point-Mercedes | 71     | +11.529          | 15          | 2     |
| 10                                                                 | 26 | Daniïl Kviat       | Toro Rosso-Honda      | 71     | +11.931          | 16          | 1     |
| 11                                                                 | 20 | Kevin Magnussen    | Haas-Ferrari          | 71     | +12.732          | 9           |       |
| 12                                                                 | 63 | George Russell     | Williams-Mercedes     | 71     | +13.599          | 18          |       |
| 13                                                                 | 8  | Romain Grosjean    | Haas-Ferrari          | 71     | +14.247          | 7           |       |
| 14                                                                 | 23 | Alexander Albon    | Red Bull-Honda        | 71     | +14.927          | 5           |       |
| 15                                                                 | 27 | Nico Hülkenberg    | Renault               | 71     | +18.059          | 13          |       |
| 16                                                                 | 88 | Robert Kubica      | Williams-Mercedes     | 70     | +1 volta         | 19          |       |
| 17                                                                 | 5  | Sebastian Vettel   | Ferrari               | 65     | Col·lisió        | 2           |       |
| 18                                                                 | 16 | Charles Leclerc    | Ferrari               | 65     | Col·lisió        | 14          |       |
| 19                                                                 | 18 | Lance Stroll       | Racing Point-Mercedes | 65     | Suspensió        | 17          |       |
| Ret                                                                | 77 | Valtteri Bottas    | Mercedes              | 51     | Vessament de oli | 4           | 2     |
| Volta ràpida: Valtteri Bottas (Mercedes) – 1:10.698 (en el lap 43) |    |                    |                       |        |                  |             |       |
| Font:                                                              |    |                    |                       |        |                  |             |       |

Notes
- ^1  – Lewis Hamilton acabò en tercer, mes terminò en setè lloc degut a punició de 5 segons per un toc a Alexander Albon.
- ^2  – Valtteri Bottas va fer la volta ràpida, però com que no estava a la zona de pontuació, no anotò punts.

## Classificació després de la cursa.
| Pos. | Pilot            | Punts | Canvis     |
| ---- | ---------------- | ----- | ---------- |
| 1    | Valtteri Bottas  | 387   | =          |
| 2    | Lewis Hamilton   | 314   | =          |
| 3    | Max Verstappen   | 260   | Augment    |
| 4    | Charles Leclerc  | 249   | Disminució |
| 5    | Sebastian Vettel | 230   | =          |

| Pos. | Constructor     | Punts | Canvis |
| ---- | --------------- | ----- | ------ |
| 1    | Mercedes        | 701   | =      |
| 2    | Ferrari         | 479   | =      |
| 3    | Red Bull-Honda  | 391   | =      |
| 4    | McLaren-Renault | 140   | =      |
| 5    | Renault         | 91    | =      |